# Bạch Tháp
Bạch Tháp (chữ Hán giản thể: 白塔区, âm Hán Việt: Bạch Tháp khu) là một quận của địa cấp thị Liêu Dương, tỉnh Liêu Ninh, Cộng hòa Nhân dân Trung Hoa. Quận Bạch Tháp có diện tích 24 km², dân số 220.000 người. Mã số bưu chính của Bạch Tháp là 111000. Chính quyền nhân dân quận đóng ở số 33 đường Nhân dân. Về mặt hành chính, quận Bạch Tháp được chia thành 8 nhai đạo biện sự xứ. Các đơn vị này lại được chia thành 98 uỷ ban cư dân.
- Nhai đạo biện sự xứ: Từ Vãng Tử, Bạch Tranh Phòng, Vệ Quốc lộ, Tinh Hỏa, Trạm Tiền, Ngõa Diêu Tử, Thắng Lợi, Dược Tiến.